# Il sonno di Odisseo
Il sonno di Odisseo è una poesia contenuta nella raccolta Poemi conviviali di Giovanni Pascoli.

## Trama
Il sonno di Odisseo, apparso per la prima volta nel 1899 nella rivista Nuova Antologia, è un poemetto racchiuso nei Poemi conviviali di Giovanni Pascoli, pubblicati nel 1904 su Il convito. Pascoli compie una rivisitazione del mondo classico e, in particolare con questo poemetto, sviluppa un breve passo dell’Odissea. In particolare si parla dei versi compresi tra il 28 e il 55 del decimo canto del poema omerico quando, dopo nove giorni di viaggio, i compagni di Ulisse aprono l’otre, contenente i venti contrari alla navigazione racchiusi da Eolo, pensando che Ulisse ci avesse nascosto un tesoro.
Ulisse si risveglia poco dopo l’apertura della ghirba che provoca una tempesta allontanando la nave da Itaca. Ulisse e i compagni iniziano a sentire un lieve grugnire di cinghiali e poco dopo scorgono il loro recinto accerchiato da pietre e da una siepe. Successivamente i compagni di navigazione sentono il forte suono dei colpi del fedele Eumeo mentre Odisseo non li sente a causa del suo sonno profondo. Intanto la nave punta al porto di Forkyne e in lontananza si può ammirare la grandiosa reggia di Ulisse nella quale forse Penelope tesse la tela “immortale”. Quando la nave è in procinto di attraccare, i compagni di Ulisse, invidiosi, decidono di aprire il vaso contenente i venti contrari alla navigazione e per questo la nave viene portata al largo. Nello stesso momento dalla spiaggia Telemaco e il cane Argo osservano pensosi l’imbarcazione allontanarsi. Anche Laerte, il padre di Ulisse, come il cane Argo ha il viso rivolto “all’infinito mare”. Sfortunatamente Odisseo si rende conto di quello che sta succedendo solo quando la nave è ormai troppo lontana («rapidi aprì gli occhi a vedere/ sbalzar dalla sognata Itaca il fumo» e con foga cerca di guardare un’ultima volta i suoi cari prima di abbandonarli per altri dieci lunghi anni. Pascoli parte da questa vicenda per introdurre il tema ricorrente nella sua poetica della felicità. In particolare vuole sottolineare come spesso capiti di essere illusi dalla vita che inganna l’uomo facendogli credere che sia sul punto di arrivare all’ambito desiderio, solo per poi cancellarlo sotto i suoi occhi. Nel poema le persone care a Odisseo rappresentano quello a cui l’eroe omerico vorrebbe tornare, il porcaio Eumeo è invece un simbolo di fedeltà. Il cane Argo che spira nel momento in cui ritrova il suo amato padrone è un altro riferimento al tema della felicità sopracitato.

## Riferimenti classici e alla letteratura italiana presenti nel Sonno di Odisseo
Pascoli, oltre a utilizzare l’Odissea come fonte di ispirazione per l’argomento del poemetto, si ispira ad altre fonti antiche per la realizzazione di esso, come Virgilio. Al verso 36, («notando il cuore d’Odisseo nel sonno»), Pascoli utilizza infatti il termine “notando” parafrasabile in “nuotando”; ispirandosi così alla frase di Virgilio “Conditque natantia lumina somno”, traducibile secondo Salvatore Quasimodo in “e il sonno della morte mi chiude gli occhi confusi”, presente nelle Georgiche , IV, v. 496 dove è narrata la scomparsa di Euridice, la moglie di Orfeo.
La fonte di maggiore ispirazione per Pascoli è Dante, definito da egli stesso “il Genio di nostra gente” e visto dalla maggior parte dei letterati italiani come mediatore tra civiltà classica e moderna, come esplicitato da Alberto Godioli nell’articolo L’Omero del Cristianesimo ( pagina 1 ). Il verso 10, («tra il cilestrino tremolìo del mare»), è confrontabile con il verso numero 117 del primo canto del Purgatorio («conobbi il tremolar de la marina») . Altri raffronti si possono fare tra il verso 77 del poemetto, («peplo, cui donna abbandonò disteso») e il verso numero 63 del canto decimo dell’Inferno («forse cui Guido vostro ebbe a disdegno») e con il verso numero 105 dell’opera di Pascoli («limando ai faticati occhi la luce»), e la terzina (vv. 13-15) del quindicesimo canto del Purgatorio («ond’io levai le mani inver’ la cima / de le mie ciglia, e fecimi ‘l solecchio, / che del soverchio visibile lima»).
Per la scrittura dei Poemi conviviali, Giovanni Pascoli si ispira anche ad altri autori che hanno rivestito un ruolo di primo piano nella letteratura italiana. Tra questi autori, nel poemetto Il sonno di Odisseo si può citare Ugo Foscolo, a cui Pascoli potrebbe riferirsi al verso 9 del componimento («l’eroe, cercando l’isola rupestre»), utilizzando la parola “rupestre”, termine che allude alla parola “petrosa”, presente al verso 11 della poesia A Zacinto («Baciò la sua petrosa Itaca Ulisse?»).
Oltre che con Dante e Foscolo, molti versi sono confrontabili con altri passi dello stesso Pascoli. per esempio, al verso 31 del componimento, («e qua e là sopra gli aerei picchi»), con “aerei picchi” l’autore fa un richiamo alla poesia Il dittamo, parte della sezione Alberi e fiori di Myricae, nella quale utilizza l’espressione “aerei monti”, al verso 14 («l’avete, o balze degli aerei monti»), con l’intenzione di esprimere lo stesso concetto. L’aggettivo “aerei” è presente spesso in altri poemetti della raccolta pascoliana. Con il termine “fragile”, al verso 42 («un grufolare fragile di verri»), il poeta traspone su carta il rumore che fanno i cinghiali quando raschiano la terra col muso. L’utilizzo di questo termine è significativo nella poetica di Pascoli a causa della sua ricorrenza. In particolare, si riscontra al verso 11 delle poesie In campagna, Novembre («di foglie un cader fragile. È l’estate»), facente parte della raccolta Myricae, e al verso 19 della poesia La mia sera, Canti di Castelvecchio («Dei fulmini fragili restano»). Il termine “marra”, che significa zappa, presente al verso 102 del Sonno di Odisseo («era un vecchio, poggiato su la marra»),  e che si riferisce alla figura del vecchio ed è il simbolo del ritiro agreste, è adoperato anche al verso 6 di  Myricae, Arano («le porche con sua marra paziente»); e si trova al verso 102 del Sonno di Odisseo («era un vecchio, poggiato su la marra»).
Il sonno di Odisseo può essere confrontato anche con L’ultimo viaggio, opera che fa parte dei Poemi conviviali e che si riferisce, come il primo componimento citato, all’opera di Omero, l’Odissea. È possibile evidenziare nel sonno di Odisseo l’ambiguità che circonda la figura di Odisseo durante il suo sonno («E subito aprì gli occhi / l’eroe, rapidi aprì gli occhi a vedere / sbalzar dalla sognata Itaca il fumo» vv. 110-112 e «ma vide non sapea che nero / fuggire per il violaceo mare, / nuvola o terra? E dileguar lontano, / emerso il cuore d’Odisseo dal sonno» vv. 123-126). Le immagini che Pascoli ci propone su Itaca potrebbero essere solo frutto di un sogno del protagonista.
Si può anche ipotizzare che la “nave nera” non si sia mai realmente avvicinata ad Itaca («e qua e là sbalzava / il mattutino vortice del fumo, / d’Itaca, alfine: ma non già lo vide / notando il cuore d’Odisseo nel sonno» vv. 33-36) ma che invece la terra avvistata dall’equipaggio fosse solamente un isolotto dei tanti esistenti nel mare greco (“l’isola rupestre”).